# J. Michael Brown
J. Michael Brown ist ein US-amerikanischer Geophysiker.
Brown wurde 1980 an der University of Minnesota in Geophysik promoviert. Er ist Professor an der University of Washington.
2002 erhielt er die Louis Néel Medal für seine herausragende Arbeit in der Entwicklung ausgefeilter Experimente um die physikalischen Eigenschaften von Eisen und anderen Materialien im tiefen Erdinnern zu bestimmen und für seine herausragenden Beiträge zur Physik von Mineralien im Erdkern.
Er befasste sich auch mit der Dynamik des auf Europa vermuteten Ozeans.

## Schriften
- mit R. G. McQueen Phase transitions, Grüneisen-Parameter and elasticity for shocked iron between 77 GPa and 400 GPa, J. of Geophysical Research, 91, 1986, 7485–7494
- The equation of state for iron to 450 GPa: Another high pressure phase ?, Geophys. Res. Lett, 28, 4339-42, 2001